# Elsa Tower 55
La Elsa Tower 55 (エルザタワー55) est un gratte-ciel construit en 1998 à Kawaguchi dans la banlieue de Tokyo au Japon. Sa hauteur est de 185 mètres et sa surface de plancher de 18 500 m2 pour 650 logements. Il y a un espace central vide à l'intérieur de l'immeuble sur toute la hauteur et de 20 mètres de large sur 20 mètres afin de créer une « communication horizontale » d'après le promoteur. Tous les 10 étages il y a un espace de jeux pour les enfants appelé skypocket park.
En 2024, c'était de loin le plus haut gratte-ciel de Kawaguchi. Ce fut le plus haut immeuble résidentiel du Japon de sa construction en 1998 jusqu'en 2004 ou il a été dépassé par l'Acty Shiodome construit à Tokyo
L'immeuble a été conçu par la société Takenaka Corporation.